# اقتصاد ایالت تنسی

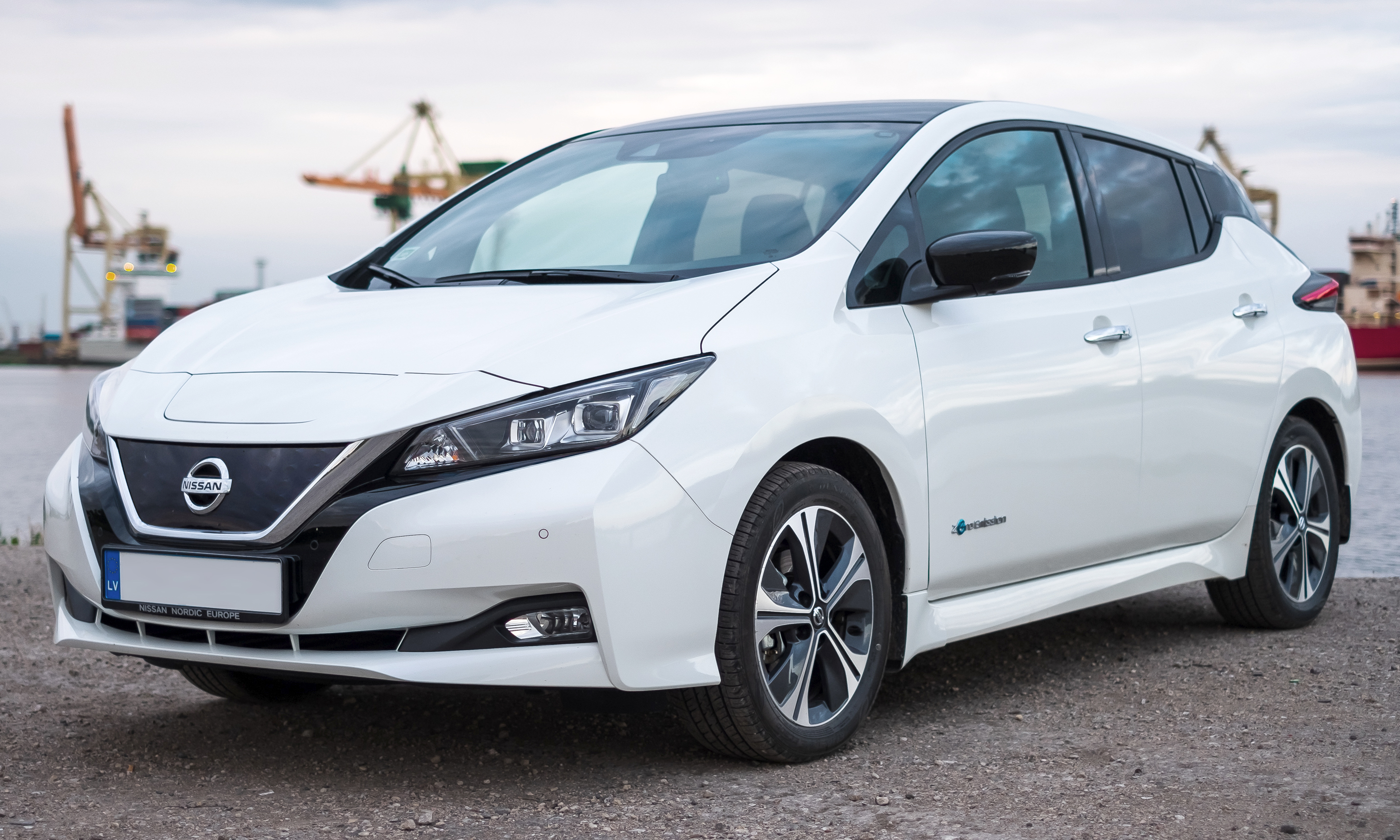
یک نیسان لیف، یکی از شش مدل تولید شده در کارخانه مونتاژ نیسان اسمیرنا، بزرگ‌ترین کارخانه مونتاژ خودرو در آمریکای شمالی

اقتصاد ایالت تنسی (انگلیسی: Economy of Tennessee) متنوع و رو به رشد است و صنایع عمده ای از جمله کشاورزی، تولید، مراقبت‌های بهداشتی و گردشگری را شامل می‌شود.
تا سال ۲۰۲۰، تنسی دارای تولید ناخالص ایالتی ۳۶۴٫۵ میلیارد دلار بود. در سال ۲۰۱۹، درآمد سرانه شخصی ایالت ۲۹۸۵۹ دلار بود. متوسط درآمد خانوار ۵۳۳۲۰ دلار بود. حدود ۱۳٫۹ درصد از جمعیت زیر خط فقر بودند. در سال ۲۰۱۸، ایالت کل اشتغال ۲٬۶۸۳٬۲۱۴ و تعداد کل ۱۳۸٬۲۶۹ کارفرما را گزارش کرد.
برای سال ۲۰۱۲، این ایالت دارای مازاد دارایی ۵۳۳ میلیون دلاری بود که یکی از تنها هشت ایالت در کشور بود که مازاد را گزارش کرد.
صنعت تحقیق و توسعه در تنسی نیز یکی از بزرگ‌ترین بخش‌های اشتغال است که عمدتاً به دلیل برجسته بودن آزمایشگاه ملی اوک ریج (ORNL) و مجتمع امنیت ملی Y-12 در شهر اوک ریج می‌باشد. ORNL تحقیقات علمی در علم مواد، فیزیک هسته ای، انرژی، محاسبات با کارایی بالا، زیست‌شناسی سیستم‌ها و امنیت ملی انجام می‌دهد.
اقتصاد نشویل، مرکز ایالت تنسی، متنوع و پر رونق است و صنایع مختلفی در رشد آن نقش دارند. مراقبت های بهداشتی یکی از بزرگترین صنایع است که چندین سیستم بیمارستانی بزرگ در این منطقه قرار دارد. صنعت موسیقی یکی دیگر از مشارکت کنندگان اصلی است که نشویل به عنوان "شهر موسیقی" شناخته می شود. این شهر خانه چندین شرکت بزرگ ضبط و انتشارات موسیقی است. صنعت گردشگری نیز قابل توجه است و سالانه میلیون‌ها بازدیدکننده به دلیل مکان‌های فرهنگی، رویدادهای ورزشی و مکان‌های تفریحی به این شهر جذب می‌شوند. از دیگر صنایع مهم در نشویل می توان به تولید پیشرفته، امور مالی و حمل و نقل و تدارکات اشاره کرد. اقتصاد این شهر در سال‌های اخیر قوی بوده و نرخ بیکاری پایین و رشد شغلی ثابت بوده است.

## کشاورزی و دامپروری
کشاورزی و دامپروری سهم قابل توجهی در اقتصاد تنسی دارد، به طوری که این ایالت از نظر تولید مرغ در رتبه سوم کشور و برای گاو در رتبه چهارم قرار دارد. سایر محصولات عمده شامل سویا، ذرت و تنباکو نیز تولید قابل توجهی دارند.
کشاورزی یکی از جنبه‌های مهم اقتصاد تنسی است که نزدیک به ۷۶ میلیارد دلار به اقتصاد این ایالت کمک می‌کند و از بیش از ۳۰۰۰۰۰ شغل حمایت می‌کند. آب و هوا و توپوگرافی متنوع این ایالت امکان تولید محصولات کشاورزی متنوع از جمله محصولات زراعی، دام و آبزی پروری را فراهم می‌کند.
تنسی تولیدکننده عمده سویا، پنبه، ذرت، تنباکو و گندم است. سایر محصولات قابل توجه شامل یونجه، میوه‌ها، سبزیجات و محصولات نهالستانی است. این ایالت همچنین دارای صنعت جنگلداری بزرگ، با منابع چوبی فراوان و بخش پردازش چوب قوی است.
تولید دام در تنسی نیز مهم است و گاوهای گوشتی، گاوهای شیری و گراز محصولات اولیه هستند. این ایالت همچنین دارای یک صنعت در حال رشد طیور است که مرغ‌ها محصول اولیه دامی هستند.
آبزی پروری یک صنعت قابل توجه و در حال گسترش در تنسی است و گربه ماهی محصول اصلی تولید شده در استخرهای سراسر ایالت است. از دیگر محصولات آبزی پروری می‌توان به ماهی قزل آلا، تیلاپیا و خرچنگ اشاره کرد.
به‌طور کلی، کشاورزی بخش مهمی از اقتصاد تنسی است که غذا و مواد غذایی را برای شهروندان خود فراهم می‌کند و در عین حال به رشد و توسعه ایالت نیز کمک می‌کند.

## تولید
تولید یک صنعت بزرگ در تنسی است، به ویژه در بخش خودرو. تولیدکنندگان عمده ای که در این ایالت فعالیت دارند عبارتند از نیسان، فولکس واگن و جنرال موتورز. سایر صنایع تولیدی مهم در تنسی شامل تولید مواد شیمیایی، تولید ماشین آلات و چاپ هستند.

## فناوری اطلاعات
صنعت فناوری اطلاعات در تنسی به سرعت در حال رشد است و چندین شرکت فناوری این ایالت را خانه می‌نامند. نرخ‌های مالیات پایین تنسی و محیط مناسب تجاری، شرکت‌های فناوری بیشتری را به این ایالت جذب می‌کند.
فناوری اطلاعات نقش مهمی در جنبه‌های مختلف ایالت تنسی از جمله عملیات دولتی، آموزش، مراقبت‌های بهداشتی و تجارت ایفا می‌کند. در زیر چند نکته کلیدی در مورد استفاده و توسعه فناوری اطلاعات در تنسی آورده شده‌است:
1. عملیات دولت: دولت ایالت تنسی از فناوری اطلاعات برای بهبود خدمات خود به شهروندان استفاده می‌کند. به عنوان مثال، ساکنان می‌توانند از طریق وب سایت ایالت به خدمات مختلفی از جمله ثبت نام وسیله نقلیه، تمدید گواهینامه رانندگی و ثبت کسب و کار دسترسی داشته باشند. علاوه بر این، دولت از فناوری برای مدیریت امور مالی خود، پیگیری جمع‌آوری مالیات و ارائه خدمات ایمنی عمومی استفاده می‌کند.
2. آموزش: فناوری به‌طور قابل توجهی بر آموزش در تنسی تأثیر گذاشته‌است. ایالت برنامه‌های مختلف مبتنی بر فناوری را برای بهبود یادگیری دانش آموزان و آماده‌سازی دانش آموزان برای نیروی کار اجرا کرده‌است. به عنوان مثال، تنسی با برنامه شهریه رایگان خود برای بزرگسالان برای شرکت در کالج محلی خبرساز شد. یکی از ابتکاراتی که مورد حمایت زیادی قرار گرفته‌است، برنامه تنسی است که هدف آن افزایش دسترسی به آموزش عالی از طریق بورسیه تحصیلی و راهنمایی است که به دانشجویان بیشماری در سراسر تنسی کمک کرده‌است.
3. مراقبت‌های بهداشتی: صنعت مراقبت‌های بهداشتی در تنسی نیز از فناوری اطلاعات بهره برده‌است. سوابق الکترونیکی سلامت مراقبت از بیمار را بهبود بخشیده، خطاها را کاهش داده و سوابق پزشکی را به راحتی در دسترس بیماران قرار داده‌است. پزشکی از راه دور نیز در این ایالت رواج بیشتری پیدا می‌کند و به بیماران امکان می‌دهد از راه دور به منابع پزشکی دسترسی داشته باشند.
4. تجارت: فناوری اطلاعات به کسب و کارها در تنسی کمک کرده تا کارآمدتر و رقابتی تر شوند. شرکت‌ها اکنون می‌توانند از پلتفرم‌های تجارت الکترونیکی برای فروش محصولات و خدمات خود در سراسر جهان استفاده کنند، مانند زنجیره معروف فست فود، کریستال. علاوه بر این، کسب‌وکارها می‌توانند از ابزارهای تجزیه و تحلیل داده‌ها برای تجزیه و تحلیل روند مشتری، بهبود استراتژی‌های بازاریابی و فروش و جلوتر از رقبا استفاده کنند.

به‌طور کلی، فناوری اطلاعات به بخشی حیاتی از اقتصاد تنسی تبدیل شده‌است و توسعه مداوم آن بدون شک بر جنبه‌های مختلف این ایالت تأثیر مثبت خواهد داشت.

## مراقبت‌های بهداشتی
تنسی مرکز چندین سیستم مراقبت بهداشتی مهم از جمله HCA Healthcare و Vanderbilt Health است. صنعت مراقبت‌های بهداشتی یک کارفرمای اصلی در ایالت است و سهم قابل توجهی در اقتصاد دارد.
تنسی خانه برخی از بهترین امکانات مراقبت‌های بهداشتی در ایالات متحده است. تنسی با تقریباً ۱۵ درصد مشاغل ناشی از مراقبت‌های بهداشتی، یکی از بزرگ‌ترین کارفرمایان در این صنعت است.

## گردشگری
صنعت گردشگری در تنسی به لطف تنوع جاذبه‌ها و گزینه‌های سرگرمی در این ایالت، در حال رونق است. گردشگری با نزدیک به ۱۲۰ میلیون بازدید کننده سالانه بیش از ۲۰ میلیارد دلار در سال درآمد ایجاد می‌کند.
گردشگری با جاذبه‌هایی مانند پارک ملی کوه‌های بزرگ اسموکی، دالی‌وود و تالار مشاهیر موسیقی کانتری که بازدیدکنندگان را از سرتاسر جهان جذب می‌کند، سهم عمده‌ای در اقتصاد تنسی دارد.